# Associação dos Geógrafos Brasileiros
A Associação dos Geógrafos Brasileiros (AGB) é uma entidade civil, sem fins lucrativos, que reúne geógrafas e geógrafos, professoras e professores, estudantes de Geografia, e pessoas de outras áreas que se alinham aos princípios da entidade, preocupados com a promoção do conhecimento científico, filosófico, ético, político e profissional da Geografia para que se possa oferecer à crítica da sociedade uma abordagem geograficamente consistente dos seus/nossos problemas.

## Fundação
A AGB foi fundada em 17 de setembro de 1934, por iniciativa do professor francês Pierre Deffontaines, juntamente com os professores Rubens Borba de Morais, Caio Prado Júnior e Luís Flores de Morais Rego. Sua primeira sede localizou-se na Avenida Angélica, 133, na cidade de São Paulo (SP) – residência do professor Deffontaines, que se encontrava no Brasil para a implantação do curso de História e Geografia da Faculdade de Filosofia, Ciências e Letras da recém-instalada Universidade de São Paulo (USP). Veja abaixo a cópia da ata de fundação.
Em 17 de setembro de 1934, à Av. Angélica, 133, os Srs. Pierre Deffontaines, Luiz Flores de Moraes Rego, Rubens Borba de Moraes e Caio Prado Jr, resolveram os presentes fundar uma sociedade de estudos geográficos denominada Associação dos Geógrafos Brasileiros. Esta Associação terá por fim:
1º. Reuniões periódicas dos membros com exposição de um assunto de Geografia brasileira por um do membros, seguida de discussão.
2º. Organização de excursões em comum para estudo de uma questão.
3º. Constituição de uma biblioteca especializada em Geografia, por colaboração dos membros e doações (livros, revistas e cartas).
O Sr. Caio Prado Junior foi indicado para secretário, cabendo-lhe redigir as atas e ficando a seu cargo os demais serviços da secretaria.
Para presidente foi indicado o Prof. Pierre Deffontaines. Para tesoureiro o sr. Rubens Borba de Moraes. A organização da biblioteca e do fichário com indicação de todos os livros, revistas e cartas existentes nas bibliotecas de São Paulo ficou a cargo dos srs Rubens Borba de Moraes e Caio Prado Junior.
As reuniões serão realizadas na primeira e terceira segunda feira de cada mês, às 20 horas e meia na residência do Prof Deffontaines - Av Angélica, 133. A primeira reunião ordinária fica fixada para o dia 1º de Outubro.
As reuniões se comporão de duas partes: 1º. Exposição e discussão. A exposição durará no máximo meia hora. 2º. Relatório de livros e artigos de Geografia. As comunicações poderão ser feitas em português ou francês.
As contribuições dos membros serão recolhidas pelo tesoureiro. Cada membro terá completa liberdade para fixação da sua quota. Caberá ao tesoureiro indagar de cada um, individualmente, o montante de sua contribuição.
Foram propostos e aceitos como objetivos a serem tratados, os seguintes assuntos:
1º. Esquema de um programa para o estudo do sólo em S. Paulo, pelo sr Moraes Rego - 1º. de Outubro.
2º. Etapas do povoamento de S. Paulo no XVI e XVII secs. pelo sr. Rubens de Moraes - 6 de Novembro.
3º. As fórmas karsticas no vale do Ribeira do Iguape, pelo sr. Moraes Rego. Data a ser fixada.
4º. Ensaio dos tipos de povoamento no Estado de S. Paulo, pelo Prof Deffontaines. 15 de Novembro, digo Outubro.
5º. Ensaio de divisão regional de S. Paulo, pelo Prof Deffontaines. Data a ser fixada.
6º. Contribuição ao estudo da repartição da propriedade fundiária rural no Est. de S. Paulo, pelo sr. Caio Prado Junior. 19 de Novembro.
Ficou deliberado que os novos membros da Associação seriam indicados de comum acordo, pelos membros efetivos.
E para constar, eu, secretario, redigi esta ata que vai assinada pelos membros fundadores presentes.
CAIO PRADO JR
LUIZ FLORES DE MORAES REGO
PIERRE DEFFONTAINES

RUBENS BORBA DE MORAES

## Transformação da entidade
Até o início dos anos de 1970 a AGB era caracterizada como uma associação de pesquisadores. Mas no final da referida década, mais precisamente em 1978, durante o III Encontro Nacional de Geógrafos (ENG), realizado em Fortaleza (CE), a AGB passou por uma renovação de sua perspectiva organizacional, que se refletiu no processo de reformulação de seu estatuto que a tornou uma associação mais integrada à luta pelos direitos humanos e ao debate político e democrático da sociedade.
Essa renovação da entidade foi estimulada pelo crescimento do movimento estudantil brasileiro e pelas bandeiras políticas que passavam a serem encampadas por geógrafos e geógrafas comprometidos com a transformação da sociedade sob um viés amplamente democrático. Isso porque até 1978 estudantes não possuíam poder de decisão no âmbito da AGB, apenas professores e outros profissionais.
Dessa forma, após o III ENG, em 1978, a AGB passou a adotar uma estrutura coletiva e horizontal para organizar cargos e decisões no âmbito interno da entidade. Passou a existir a Diretoria Executiva Nacional (DEN) que era o espaço de execução das decisões realizadas durante as Reuniões de Gestão Coletiva (RGC), as quais congregam as diversas Seções Locais existentes em todo o Brasil.
Com objetivo de contribuir para o resgate histórico do processo de construção do pensamento geográfico e da própria Associação de Geógrafos Brasileiros, a comissão pró-seção AGB-ABC apresenta o documentário em construção “AGB 78 - Assim se passaram quarenta anos” (pode ser assistido no YouTube). O Encontro Nacional de Geógrafos de 1978 levou a importantes desdobramentos institucionais e políticos que marcaram este processo. O documentário contribui para análise das dinâmicas que levaram a AGB a trilhar outros rumos desde então.

## A entidade hoje
A partir de então a AGB busca promover ações para cumprir com seus princípios em suas diversas áreas de atuação. Algumas dessas ações são representadas por publicações científicas através de suas revistas (tanto em âmbito local quanto nacional), pela promoção do Encontro Nacional de Geógrafas e Geógrafos (ENG) a cada dois anos, pela divulgação de posicionamentos políticos sobre a realidade brasileira, pela participação em conselhos públicos de decisão sobre determinados assuntos e pela ação de seus Grupos de Trabalho (GT).
Os Grupos de Trabalho (GT) da AGB possuem fundamental importância para a entidade pelo fato de que são eles as formas de ação concreta na sociedade. Os GT da AGB desenvolvem inúmeras ações nas Seções Locais que estão vinculados: prestam auxílio à comunidades rurais e urbanas em conflito; acompanham os desdobramentos das políticas educacionais em curso no Brasil; assessoram territórios que sofrem com crimes ambientais; reivindicam políticas étnico-raciais de acesso à espaços institucionais e públicos; promovem debates sobre as questões de gênero na sociedade atual; e defendem o acesso gratuito e de qualidade às políticas de saúde pública.
Atualmente a AGB vem participando de diversos espaços de debate e decisão, como fóruns com outras entidades, conselhos institucionais e articulações diversas, tanto em escala local quanto nacional. E buscamos defender nesses espaços os princípios estabelecidos pela entidade na busca de uma transformação para uma sociedade justa.

## Organização
A base de ação da AGB é a Seção Local. As diretrizes e posicionamentos manifestados pela entidade são decididos pelo conjunto das Seções Locais reunidas durante as RGC. Com isso todas as pautas nacionais da AGB passaram a serem construídas e decididas a partir de suas bases locais, que são as suas seções. Essa estrutura permitiu que cada pessoa associada pudesse criar e votar qualquer proposta dentro da associação, desde que possua convergência com os princípios da AGB, tanto em âmbito da Seção Local tanto em âmbito nacional durante as assembleias gerais de cada escala. Veja abaixo a lista de Seções Locais da AGB. Além dessas, existem outras 40 Seções Locais da AGB que encontram-se inativas. 
- AGB ABC[5]
- AGB Alfenas[6]
- AGB Aracaju[7]
- AGB Araguaína
- AGB Baixo Amazonas[8]
- AGB Belo Horizonte[9]
- AGB Caicó
- AGB Campinas[10]
- AGB Cidade de Goiás
- AGB Cuiabá[11]
- AGB Dourados[12]
- AGB Fortaleza[13]
- AGB Goiânia
- AGB Ituiutaba
- AGB João Pessoa[14]
- AGB Juiz de Fora[15]
- AGB Macapá
- AGB Marechal Cândido Rondon[16]
- AGB Niterói[17]
- AGB Porto Alegre[18]
- AGB Presidente Prudente
- AGB Rio de Janeiro[19]
- AGB São Paulo[20]
- AGB Tefé
- AGB Três Lagoas
- AGB Vitória
- AGB Xingú-Araguaia

## Publicações
A AGB, seja pela DEN ou pelas SLs, editora uma série de publicações científico-culturais, dentre os quais destacamos: a Revista Terra Livre, o Boletim Paulista de Geografia e a Revista Fluminense de Geografia. Todos os periódicos podem ser consultados no site da AGB.

## Eventos realizados
Em 1946 a AGB realizou em Lorena (SP), a sua primeira reunião nacional, sucedida até 1955 por inúmeras reuniões anuais. E no ano de 1956 a AGB promoveu o XVIII Congresso Internacional de Geografia da União Geográfica Internacional (UGI).